# 3-Methylpyrazol
3-Methylpyrazol ist eine chemische Verbindung aus der Gruppe der Pyrazole.

## Vorkommen
3-Methylpyrazol kommt als Hauptmetabolit des Nitrifikationshemmers 1-Carbamoyl-3-methylpyrazol (CMP) vor, der früher in der ehemaligen DDR und in Osteuropa Verwendung fand.

## Gewinnung und Darstellung
3-Methylpyrazol kann durch Oxidationsreaktion von 3-Methylpyrazolin oder durch Umsetzung von Diacetylen mit Hydrazinhydrat oder durch weitere Verfahren hergestellt werden. Weiterhin ist die Darstellung von 3-Methylpyrazol und dessen Salzen durch Reaktion des Natriumenolats des entsprechenden Acetaldehyds mit einem Mineralsäuresalz des Hydrazins möglich.

## Eigenschaften
3-Methylpyrazol ist eine brennbare, schwer entzündbare, gelbe bis braune Flüssigkeit, die sehr leicht löslich in Wasser ist.

## Verwendung
3-Methylpyrazol wird als Nitrifikationsinhibitor in Mineraldüngern verwendet. Es ist gemäß DüMV nur als Gemisch mit 1H-1,2,4-Triazol im Verhältnis 1:2 oder mit DCD im Verhältnis 1:15 zugelassen. In Deutschland werde diese unter den Handelsnamen ALZON und PIADIN vertrieben.